# Raymond Bernard Cattell

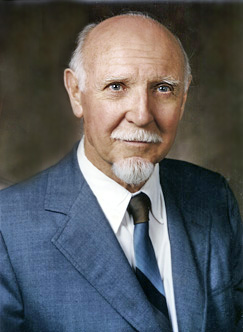
Raymond B. Cattell

Raymond Bernard Cattell (West Bromwich (toenmalige Staffordshire, Engeland), 20 maart 1905 - Honolulu, 2 februari 1998) was een psycholoog die vooral bekend is geworden door zijn psychometrisch onderzoek.
Cattell was een leerling van Charles Spearman in Engeland omstreeks 1930. Hiervoor behaalde hij nog een diploma in de scheikunde aan de universiteit van Londen. Daar ontving hij later ook zijn Doctor of Science diploma. Hij verhuisde naar de Verenigde Staten in 1937 om aan de universiteit van Columbia te doceren. Later doceerde hij ook nog aan de Clark University en aan Harvard. In de Tweede Wereldoorlog ontwikkelde hij psychologische tests voor militairen.

## Persoonlijkheidsonderzoek
Cattell is vooral bekend geworden door zijn persoonlijkheidsonderzoek. Omdat hij ook scheikunde had gestudeerd, probeerde hij de persoonlijkheid op een chemische manier te benaderen. Daarin maakte hij de vergelijking van de oneindige hoeveelheid moleculen die gemaakt kunnen worden met een eindige hoeveelheid atomen en de oneindige hoeveelheid persoonlijkheden die gevormd kunnen met een eindige hoeveelheid persoonlijkheidstrekken. Hij maakte voor zijn trekkenleer gebruik van door Gordon W. Allport verzamelde gegevens.

## Trekkenleer
In de trekkenleer wordt de persoonlijkheid gezien als een combinatie van een aantal persoonlijkheidstrekken. Die trekken dienen zó typerend te zijn om tot een goed beeld van iedere persoonlijkheid te komen. Cattell geeft dit grafisch weer in de psychograaf (trekkenprofiel). Hij onderscheidt twee soorten trekken; de oppervlakte- en de brontrekken. Oppervlaktetrekken zijn duidelijk waarneembaar, zoals bijvoorbeeld verlegenheid. De brontrekken daarentegen zijn niet waarneembaar, zoals het verschijnsel intelligentie.
Cattell kwam uit op 170 opzichzelfstaande omschrijvingen. Hierna liet hij mensen een vragenlijst invullen over elk van de 170 trekken en keek welke hiervan het meest met elkaar correleerden. Cattell komt een aantal brontrekken op het spoor die representatief zijn voor de gehele persoonlijkheid. Zo kwam hij uit op 16 centrale trekken: sociaal, intelligent, vrolijk, dominant, ontspannen, radicaal, zelfgedisciplineerd, onafhankelijk, emotioneel stabiel, consciëntieus, timide, gevoelig, naïef, praktisch, predispositie voor schuld en vertrouwelijk (dit zijn allen dimensies met aan de andere kant de tegenovergestelden). Hiermee creëerde hij een vragenlijst (de 16 PF questionnaire) om deze trekken te meten. Deze vragenlijst wordt tegenwoordig nog steeds gebruikt, hoewel nu wordt uitgegaan van vijf centrale trekken (de big five) in plaats van 16.

## Intelligentieonderzoek
Een andere theorie waar Cattell bekend van is, is een theorie over intelligentie, welke hij beschouwde als een verbetering van de theorie van Spearman. Hij was het eens met Spearman dat testscores een combinatie laten zien van algemene intelligentie en een specifieke factor die varieerde van test tot test, maar hij vond dat de algemene intelligentie niet één factor was, maar opgebouwd uit twee.

### Vloeibare en gekristalliseerde intelligentie
De ene noemde hij vloeibare intelligentie en de ander gekristalliseerde intelligentie. De gekristalliseerde vorm is de intelligentie die voortkomt uit leren (kennis). De vloeibare vorm is gebaseerd op kunnen of het zien van relaties tussen dingen zonder ervoor geleerd te hebben. Deze vorm is vooral bij jongere mensen sterker aanwezig en piekt bij een leeftijd van 18 tot 30 jaar. Na die leeftijdsperiode vaagt het langzaam weg. 
Vloeibare intelligentie kan gemeten worden met de zogenaamde Raven test. De gekristalliseerde vorm groeit meestal tot een leeftijd van ongeveer 50 jaar. Cattell beschouwde de twee vormen van intelligentie toch niet als volledig los van elkaar staand, want ze correleerden vaak positief met elkaar. Hij suggereerde dat dit kwam doordat mensen met een hoge mate van vloeibare intelligentie vaak ook meer en beter kunnen leren en daardoor ook een hogere mate van gekristalliseerde intelligentie vergaarden.